# Болница у манастиру Св. Прохора Пчињског
Болница у манастиру Св. Прохора Пчињског била је једна од првих болница основана на територији српске средњовековне државе, по угледу на хиландарску болницу, у склопу манастирских зграда, истоименог манастира. Организацијом цркве 1220. године, коју је спровео Свети Сава, овај манастир је остао у саставу српске државе. Од тог времена манастир Св. Прохора Пчињског је служио као манастирско лечилиште – болница (лазарома) и школа. О образовању лекара и школи бринули су се монаси са Хиландара. О овој болници није много писано, а остала су бројна предања да су се над мироточивим моштима Св. Прохора догодила бројна чудесна исцељења.

## Манастир Св. Прохор Пчињски
Царском повељом из 1020. године о територији Охридске патријаршије (сада архиепископије) помиње се и Козјак, планина у чијем подножју се налази манастир Св. Прохор Пчињски. У манастиру се, према усменом предању, и данас чува легенда о Св. Прохору Пчињском. Византијски војсковођа, регент Роман IV Диоген (1068–1071. године) је за време лова у области Козјака, сусрео видовитог пустињака, Прохора, који му је рекао да оде у Цариград где ће бити постављен за цара, што се и догодило. Пустињак се поново јавио цару у сну. Пошто цар накнадно није успео да га пронађе, на месту њиховог сусрета подигао је храм посвећен великомученику Георгију.
Према наводима Стефана Првовенчаног, Стефан Немања је у периоду од 1180. до 1190. године освојио област Врања. Организацијом цркве 1220. године, коју је спровео Свети Сава, овај манастир остао је у саставу српске државе.

## Услови који су претходили оснивању болнице
Српска средњовековна медицини зачета је с почетка 12. века у првим српским културним центрима, тога периода, Студеници и манастиру Хиландару, била је канонска верска медицина званичне српске цркве заснована је на учењу хришћанства по коме је њен творац Исус Христос лечио болесне и васкрсавао мртве. Ову моћ Христос је пренео и на своје ученике говорећи им: Болесне исцељујте, губаве чистите, мртве дижите, ђавола изгоните, забадава сте добили и забадава дајите.
Историјски посматрано, српаска медицина (која данас има традицију дугу 800. година), своје дубоке корене везује за српско свештенство и сина великог жупана Стефана Немању - Растка, који се умонашио под именом Сава, и касније је проглашеног за свеца (Свети Сава).
На западним границама византијског културног круга као њен саставни део, Србија је била под великим утицајем Византије. У Цариграду у 12. веку, било је много болница. То је током боравка у престоници Византије приметио велики ренесансни човек, српски принц и монах Растко Немањић (Свети Сава 1175- 1235). Свети Саве је провео десет година у Светој Гори, међу монасима Није било ничега што тај велики човек није могао да уради. Он не само да је поседовао велико знање, смисао за практично и прагматично већ и одличне организационе способности.
Размишљајући као духовник Свети Сава је схватио суштину православног хришћанства и византијског филозофије, и део живота посветио је ходочашћу (изузетно важном периоду за његов дух и тело), поставши тако први „српски светски путник“. Као члан династије Немањића, он је постао и духовни отац Србије. Његова заслуга није се огледа само у оснивању првих српских болница и манастирске медицине у њима, већ и у здравственом просвећивању (укључујући ту и борбу протв надрилекарства) и писању најстаријих српских медицинских списа (кодекса). Са њим, Србија је достигла свој „златно доба,“ а 13. век у Србији се може назвати периодом „српске ренесансе“. Имајучи све ово у виду Теодосије (монах) га је прозвао тринаестим апостолом.

## Манстирска болница
Манастирско лечилиште – болница (лазарома) и школа, највероватније су настали у првој половини 13. века. Изградњу манастирских болница наставили су бројни владари из династије Немањића. Болница је највероватније била изграђена и уређене као византијске болнице у Цариграду, које је Свети Сава добро познавао, а како је био упућен и у терапијске вредности појединих лекова које је користила медицина тога доба, он је та искуства преносио и на монахе који су бринули о лечењу блесника.
Досадашња истраживања су показала да је у манастирској болници примењивана научна медицина Истока и Запада, али и позитиван византијски утицај у ширем смислу (који обухвата позитивне утицаје античке културе и духовне медицине). Српска средњовековна медицина није заостајала иза тадашње европске научне медицине, али је предњачила садржајем позитивних примеса античке медицине.  Поред методе научне медицине тога доба коришћена је и духовна (верска) медицина. У терапијске сврхе је коришћено лековито биље које је гајено око манастира.